# Acromycter alcocki
Acromycter alcocki är en fiskart som först beskrevs av Gilbert och Cramer, 1897.  Acromycter alcocki ingår i släktet Acromycter och familjen havsålar. Inga underarter finns listade i Catalogue of Life.